# Liste von Karstquellen in Bayern

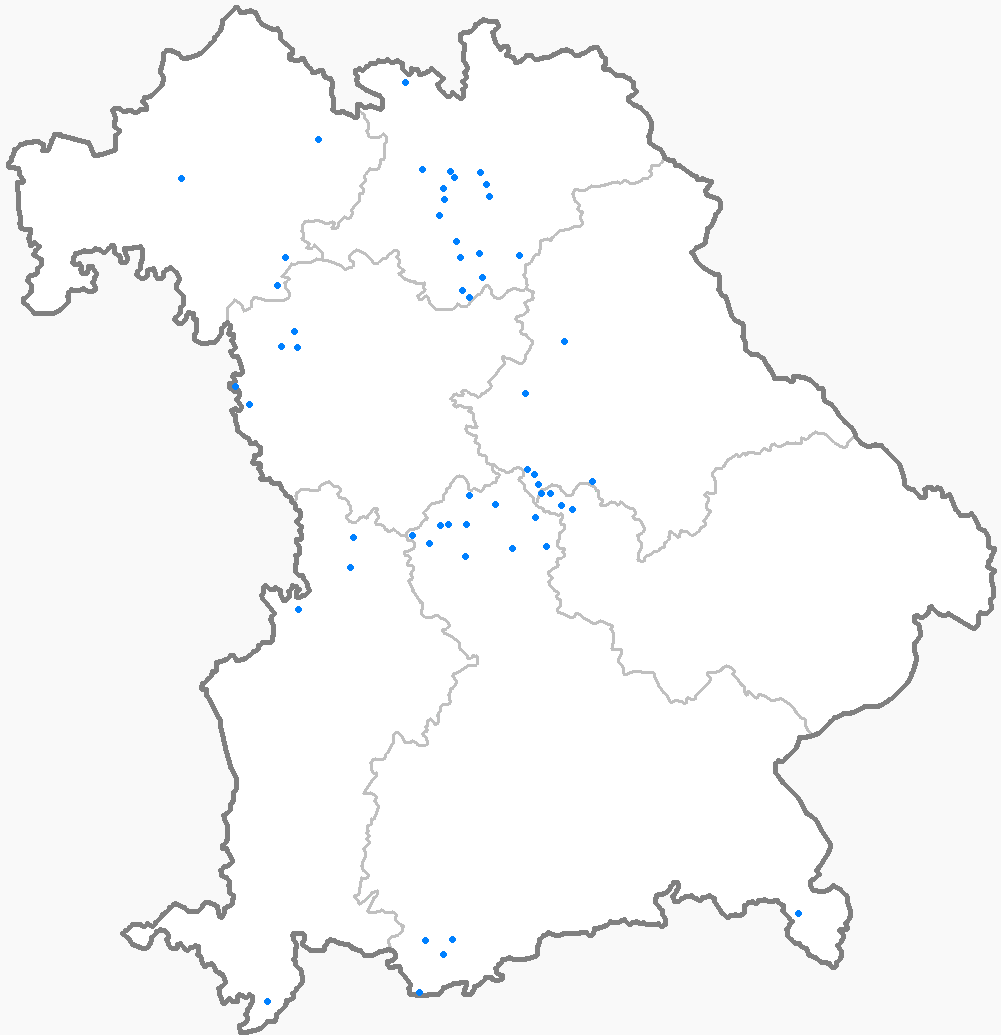
Karstquellen in Bayern

Dies ist eine Liste von Karstquellen in Bayern. Sie enthält eine Auswahl von Karstquellen in Bayern.

## Liste von Karstquellen

### Hinweise
- Die Schüttungswerte können abweichen, wenn der Herausgeber der Daten lediglich den Durchschnittswert von MNQ und MHQ errechnete. Die mittlere Schüttung liegt deutlich darunter. Falsche Zahlen können auch durch Angeben des MHQ als MQ entstehen.
- Eine umfangreiche Liste von deutschen Karstquellen außerhalb Bayerns ist in der Liste von Karstquellen in Deutschland aufgeführt.

### Die Liste
| Bild | Name                                | Mittlere Schüttung (l/s) | Ort                               | Regierungsbezirk (Landkreis)                        | Flusssystem | Lage |
| ---- | ----------------------------------- | ------------------------ | --------------------------------- | --------------------------------------------------- | ----------- | ---- |
|      | Aischquelle                         |                          | Schwebheim                        | Mittelfranken (Neustadt an der Aisch-Bad Windsheim) | Rhein       | ⊙    |
|      | Ammerquellen                        |                          | Oberammergau                      | Oberbayern (Garmisch-Partenkirchen)                 | Donau       | ⊙    |
|      | Aubachquelle                        |                          | Menchau                           | Oberfranken (Kulmbach)                              | Rhein       | ⊙    |
|      | Aufseßquelle                        |                          | Königsfeld                        | Oberfranken (Bamberg)                               | Rhein       | ⊙    |
|      | Bachmühlbachquelle                  | 100                      | Deuerling                         | Oberpfalz (Regensburg)                              | Donau       | ⊙    |
|      | Blaubrunnen                         |                          | Altdorf                           | Oberbayern (Eichstätt)                              | Donau       | ⊙    |
|      | Blautopf                            | 300                      | Essing                            | Niederbayern (Kelheim)                              | Donau       | ⊙    |
|      | Bodenloses Loch                     | 70                       | Unteroestheim                     | Mittelfranken (Ansbach)                             | Rhein       | ⊙    |
|      | Christlessee                        |                          | Oberstdorf                        | Schwaben (Oberallgäu)                               | Donau       | ⊙    |
|      | Friesenquelle                       | 400                      | Kasendorf                         | Oberfranken (Kulmbach)                              | Rhein       | ⊙    |
|      | Gailachquelle                       | 650                      | Mühlheim                          | Oberbayern (Eichstätt)                              | Donau       | ⊙    |
|      | Gleßbrunnen                         | 700                      | Wolkertshofen                     | Oberbayern (Eichstätt)                              | Donau       | ⊙    |
|      | Gründleinsloch                      |                          | Castell                           | Unterfranken (Kitzingen)                            | Rhein       | ⊙    |
|      | Grundlos                            |                          | Hellmitzheim                      | Unterfranken (Kitzingen)                            | Rhein       | ⊙    |
|      | Grüntopf                            | 140                      | Kipfenberg                        | Oberbayern (Eichstätt)                              | Donau       | ⊙    |
|      | Häfeleinsbrunnen                    |                          | Bad Windsheim                     | Mittelfranken (Neustadt an der Aisch-Bad Windsheim) | Rhein       | ⊙    |
|      | Hüttenbachquelle                    |                          | Obereichstätt                     | Oberbayern (Eichstätt)                              | Donau       | ⊙    |
|      | Kalkbrunnen                         |                          | Gräfenberg                        | Oberfranken (Forchheim)                             | Rhein       | ⊙    |
|      | Kapellenbachquelle                  |                          | Eichstätt                         | Oberbayern (Eichstätt)                              | Donau       | ⊙    |
|      | Karstquelle Almosmühle              | 35                       | Almosmühle                        | Oberbayern (Eichstätt)                              | Donau       | ⊙    |
|      | Karstquelle Brünsee                 |                          | Brünsee                           | Schwaben (Donau-Ries)                               | Donau       | ⊙    |
|      | Karstquelle Ehrhardsmühle           |                          | Kleinziegenfeld                   | Oberfranken (Lichtenfels)                           | Rhein       | ⊙    |
|      | Karstquelle Gundlfing               | 35                       | Gundlfing                         | Niederbayern (Kelheim)                              | Donau       | ⊙    |
|      | Karstquelle Hofheim                 | 32                       | Hofheim in Unterfranken           | Unterfranken (Haßberge)                             | Rhein       | ⊙    |
|      | Karstquelle Prunn                   | 600                      | Prunn                             | Niederbayern (Kelheim)                              | Donau       | ⊙    |
|      | Karstquelle Unterbürg               |                          | Unterbürg                         | Oberpfalz (Neumarkt in der Oberpfalz)               | Donau       | ⊙    |
|      | Kelsbachquelle                      | 160                      | Ettling                           | Oberbayern (Eichstätt)                              | Donau       | ⊙    |
|      | Kuhfluchtquelle                     | 1500                     | Farchant                          | Oberbayern (Garmisch-Partenkirchen)                 | Donau       | ⊙    |
|      | Kühles Loch                         |                          | Münster                           | Unterfranken (Main-Spessart)                        | Rhein       | ⊙    |
|      | Laberquelle                         |                          | Laaber                            | Oberpfalz (Neumarkt in der Oberpfalz)               | Donau       | ⊙    |
|      | Leinleiterquelle                    | 20                       | Heroldsmühle                      | Oberfranken (Bamberg)                               | Rhein       | ⊙    |
|      | Lillachquelle                       | 50                       | Weißenohe                         | Oberfranken (Forchheim)                             | Rhein       | ⊙    |
|      | Mühlbachquelle                      | 300                      | Dietfurt                          | Oberpfalz (Neumarkt in der Oberpfalz)               | Donau       | ⊙    |
|      | Muschelquelle                       |                          | Streitberg                        | Oberfranken (Forchheim)                             | Rhein       | ⊙    |
|      | Partnachursprung                    | 1400                     | Garmisch-Partenkirchen            | Oberbayern (Garmisch-Partenkirchen)                 | Donau       | ⊙    |
|      | Pegnitzquelle                       | 5                        | Pegnitz                           | Oberfranken (Bayreuth)                              | Rhein       | ⊙    |
|      | Petrusquelle                        | 550                      | Deising                           | Niederbayern (Kelheim)                              | Donau       | ⊙    |
|      | Premerzhofener Quelle               |                          | Premerzhofen                      | Oberpfalz (Neumarkt in der Oberpfalz)               | Donau       | ⊙    |
|      | Quellteich Kösching                 | 140                      | Kösching                          | Oberbayern (Eichstätt)                              | Donau       | ⊙    |
|      | Quelltöpfe der Lauter               | 420                      | Tiefenlauter                      | Oberfranken (Coburg)                                | Rhein       | ⊙    |
|      | Roter Brunnen                       |                          | Wittislingen                      | Schwaben (Dillingen an der Donau)                   | Donau       | ⊙    |
|      | Schambachursprung                   | 330                      | Schamhaupten                      | Oberbayern (Eichstätt)                              | Donau       | ⊙    |
|      | Schandtauberquelle                  |                          | Bettenfeld                        | Mittelfranken (Ansbach)                             | Rhein       | ⊙    |
|      | Schutterquelle                      |                          | Wellheim                          | Oberbayern (Eichstätt)                              | Donau       | ⊙    |
|      | Schwalbquelle                       |                          | Gosheim                           | Schwaben (Donau-Ries)                               | Donau       | ⊙    |
|      | Schwarzbachloch                     |                          | Ramsau                            | Oberbayern (Berchtesgadener Land)                   | Donau       | ⊙    |
|      | Sieben Quellen (Eschenlohe)         |                          | Eschenlohe                        | Oberbayern (Garmisch-Partenkirchen)                 | Donau       | ⊙    |
|      | Sieben Quellen (Sulzbach-Rosenberg) |                          | Sulzbach-Rosenberg                | Oberpfalz (Amberg-Sulzbach)                         | Donau       | ⊙    |
|      | Steinbachquelle                     |                          | Neukirchen bei Sulzbach-Rosenberg | Oberpfalz (Amberg-Sulzbach)                         | Rhein       | ⊙    |
|      | Stempfermühlquelle                  | 570                      | Gößweinstein                      | Oberfranken (Forchheim)                             | Rhein       | ⊙    |
|      | Stierfessel                         |                          | Oberküps                          | Oberfranken (Lichtenfels)                           | Rhein       | ⊙    |
|      | Thosmühlequelle                     |                          | Urspring                          | Oberfranken (Forchheim)                             | Rhein       | ⊙    |
|      | Trubachquelle                       |                          | Obertrubach                       | Oberfranken (Forchheim)                             | Rhein       | ⊙    |
|      | Walsbrunnen                         |                          | Sontheim                          | Mittelfranken (Neustadt an der Aisch-Bad Windsheim) | Rhein       | ⊙    |
|      | Weihersbrunnen                      | 50                       | Alladorf                          | Oberfranken (Kulmbach)                              | Rhein       | ⊙    |
|      | Weismainquelle                      | 20                       | Kleinziegenfeld                   | Oberfranken (Lichtenfels)                           | Rhein       | ⊙    |
|      | Wiesentquelle                       |                          | Steinfeld                         | Oberfranken (Bamberg)                               | Rhein       | ⊙    |